# Mittlerer Sonnentau
Der Mittlere Sonnentau (Drosera intermedia) ist eine Art aus der Gattung Sonnentau (Drosera), einer Gattung fleischfressender Pflanzen.

## Beschreibung

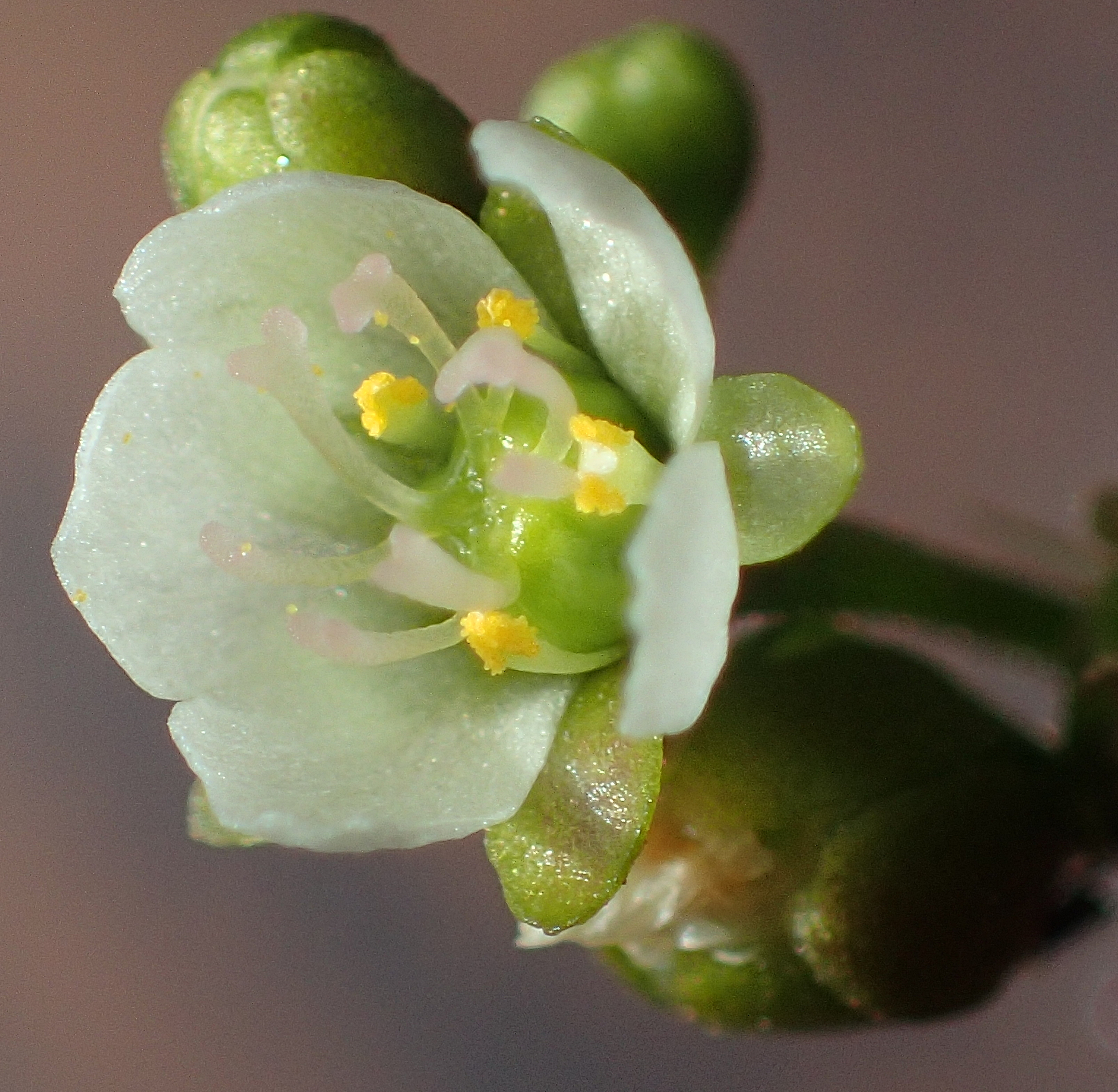
Einzelblüte

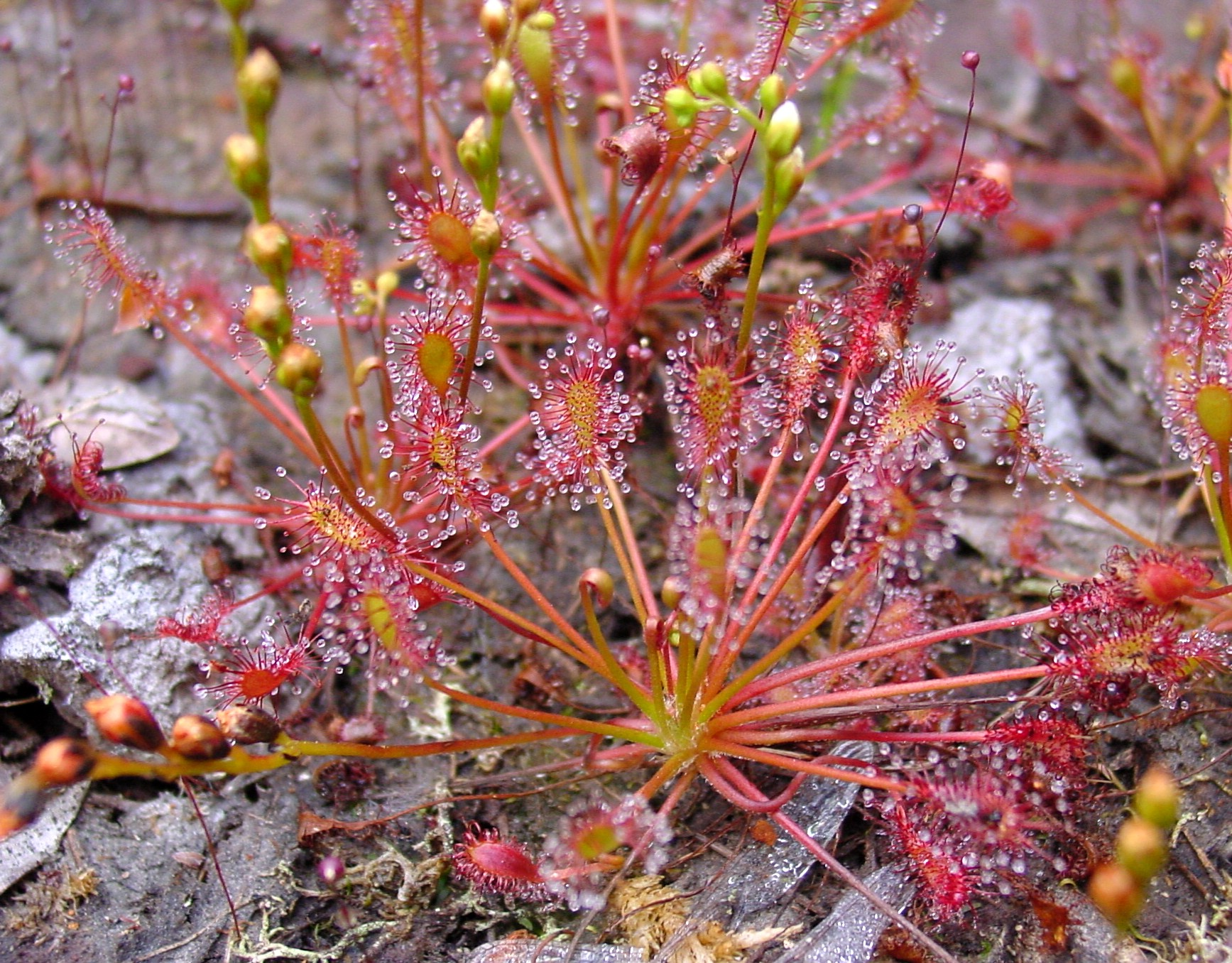
Mittlerer Sonnentau (Drosera intermedia)

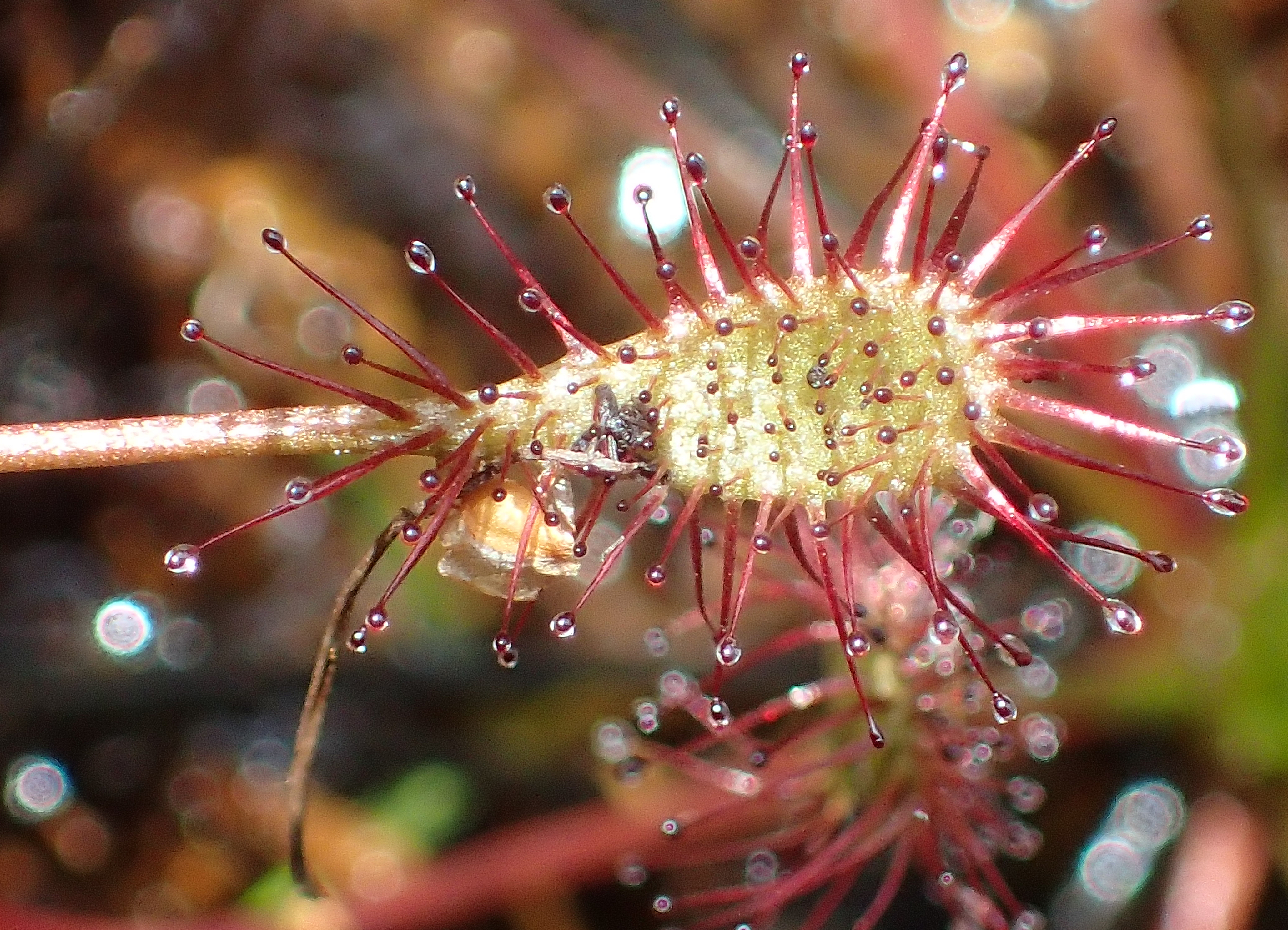
Einzelnes Blatt

Der Mittlere Sonnentau ist eine mehrjährige krautige Pflanze. Er bildet eine bodenständige Rosette mit einer Gesamthöhe von bis zu 10 cm. Die Pflanze erscheint im Frühjahr aus einer Winterknospe, dem so genannten Hibernakel.
Er zeichnet sich durch zahlreiche und haarfeine, mit einem klebrigen Sekret besetzte Tentakel auf den spateligen Fangblättern mit einer zwei- bis viermal so langen wie breiten Blattspreite aus, die auf langen, glatten Blattstielen sitzen.
Er blüht von Juli bis August mit 3 bis 8 weißen Blüten, die in einer einseitswendigen Traube an einem bis zu 15 cm hohen Blütenstand sitzen. Nach der Blüte und der Ausbildung von eiförmigen, gefurchten Kapseln mit sehr vielen, kleinen Samen tritt die Pflanze im frühen Herbst in die Winterruhe ein, indem sie wieder eine Winterknospe bildet und die Blätter einzieht.
Die Chromosomenzahl beträgt 2n = 20.

## Verbreitung
Der Mittlere Sonnentau kommt auf der nördlichen Hemisphäre in Europa und im östlichen Nord- wie im östlichen Südamerika vor.
Neben dem Rundblättrigen Sonnentau (Drosera rotundifolia) und dem Langblättrigen Sonnentau (Drosera anglica) ist er der einzige in Europa heimische Vertreter der Gattung, wo er insbesondere in nährstoffarmen Mooren und Moorwäldern sowie auf wechselnassen Anmoor-Sandböden zu finden ist. Bevorzugte Standorte sind vollsonnige, staunasse Böden. Die Art ist in Deutschland geschützt. Sie ist in Mitteleuropa eine Charakterart des Rhynchosporetum albae aus dem Verband Rhynchosporion albae in der Klasse der Nieder- und Zwischenmoore.
Die Pflanzen sind winterhart und vertragen auch längere Frostperioden. Eine spezielle Form der Art kommt in Südamerika vor. Diese unterscheidet sich von der Normalform dadurch, dass sie keine Hibernakel bildet und nicht frosthart ist.

## Systematik
Die Pflanze hybridisiert zusammen mit dem Rundblättrigen Sonnentau zu Drosera × eloisiana und mit dem Fadenförmigen Sonnentau zu Drosera × hybrida. Beide Kreuzungen sind steril.

## Etymologie
Der botanische Name leitet sich wie der deutschsprachige daher ab, dass die Statur der Art zwischen dem Rundblättrigen Sonnentau und dem Langblättrigen Sonnentau liegt (lateinisch intermedius ‚zwischenständig‘).